# Clément Thomas (administrateur colonial)
Pour les articles homonymes, voir Clément Thomas.
Clément Léon Émile Thomas, né le 26 novembre 1840 à Saint-Louis (Sénégal) et mort le 27 septembre 1925 au Vésinet (Yvelines), est un administrateur colonial français qui fut successivement gouverneur du Sénégal et de l'Inde française.

## Biographie
Clément Thomas est chef du service de la Marine et des Colonies à Pondichéry en 1884 puis à Chandernagor en 1888.
Il est gouverneur du Sénégal de 1888 à 1890. Henri Félix de Lamothe lui succéda dans cette fonction.
Clément Thomas exerce ensuite les fonctions de Gouverneur des établissements français de l'Inde à compter du 31 août 1893. Il occupe toujours ce poste en avril 1895.
Le gouverneur Clément Thomas est fait chevalier de la Légion d'honneur en 1884 puis officier du même ordre en 1895.